# بریمانت
بریمانت (انگلیسی: Bremont) شرکت ساعت‌سازی بریتانیایی است، که در سال ۲۰۰۲ تأسیس شد.